# فيل دوغاتي
فيل دوغاتي (بالإنجليزية: Phil Doughty)‏ (6 سبتمبر 1986 في المملكة المتحدة - ) هو لاعب كرة قدم بريطاني في مركز الدفاع. لعب مع ماكليسفيلد تاون ونادي أكرينغتون ستانلي ونادي بلاكبول وولشبول تاون ‏ وAFC Fylde ‏ وBamber Bridge F.C. ‏ ونادي بارو وليه جنيسيس ‏ ونادي نيلسون وفليتوود تاون.

## وصلات خارجية
- فيل دوغاتي على موقع قاعدة بيانات كرة القدم.إي يو (الإنجليزية)
- فيل دوغاتي على موقع Soccerbase.com (لاعب) (الإنجليزية)